# Dermacentor rhinocerinus
Dermacentor rhinocerinus är en fästingart som beskrevs av Henry Denny 1843. Dermacentor rhinocerinus ingår i släktet Dermacentor och familjen hårda fästingar. Inga underarter finns listade i Catalogue of Life.